# Annemieke Bes
Annemieke Bes (ur. 16 marca 1978 w Groningen) – holenderska żeglarka sportowa, wicemistrzyni olimpijska.
Startuje w klasie Yngling. Wicemistrzyni igrzysk olimpijskich w Pekinie w 2008 roku. Załogę tworzyły również Mandy Mulder i Merel Witteveen. W 2004 roku w olimpijskim debiucie zdobyła czwarte miejsce. Takie samo osiągnięcie zanotowała w mistrzostwach świata w 2007 roku.